# فينود غوبتا
فينود غوبتا (16 ديسمبر 1946 في الهند - ) هو لاعب كريكت هندي.

## وصلات خارجية
- فينود غوبتا على موقع إي آس بي آن كريك إنفو (الإنجليزية)